# Талер
Та́лер (нем. Taler) — название крупной серебряной монеты, которая в XVI—XIX веках играла важную роль в денежном обращении Европы и в международной торговле.

## Появление талера

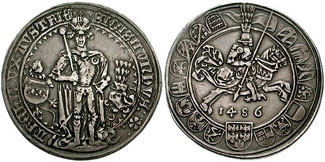
Тирольский гульдинер эрцгерцога Сигизмунда

### Гульденгрош
Первым в Европе чеканку крупной серебряной монеты весом в унцию начал эрцгерцог Тироля Сигизмунд. Вначале в 1484 году им была выпущена монета из высокопробного серебра массой около 15,5 г.

В 1486 году он выпустил вдвое большую монету массой 31,83 г. Она содержала 29,23 г чистого серебра и была приравнена к 60 крейцерам — то есть соответствовала гольдгульдену (золотому гульдену), поэтому её назвали гульденгрош или гульдинер.
В конце XV—начале XVI века серебряные гульдинеры получили распространение в Центральной Европе. В 1493 году гульдинер начали выпускать в Берне (Швейцария), в 1500 — в Саксонии. Масса гульдинера несколько уменьшилась — до 29,2 г (гульдинер = 1/8 кёльнской марки).

### Иоахимсталер

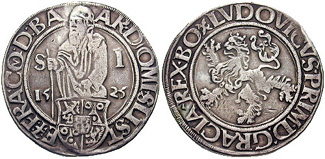
Иоахимсталер.
Аверс: Изображение святого Иоахима. Полукруговая надпись AR(gento) : DOM(i) : SLI(c): STE(phanus) : E(t) : 7: FRA(tres) : COM(es) : D(ominus) : BA(ssani). Серебро из владений Штефана Шлика и 7 братьев графов Бассано
Реверс: Геральдический лев — герб Чехии. Полукруговая надпись LVDOVICVS • PRIM(vs) D(ei): GRACIA REX BO(hemiae) Людовик Первый милостью Божией король Богемии

Вначале крупные серебряные монеты выпускались небольшими тиражами и по своей сути являлись донативными, то есть, подарочными. Первым гульденгрошеном, который являлся реальным расчётным средством, стала саксонская монета, чеканившаяся в 1500—1525 годах. Содержание в ней 27,4 г чистого серебра было выбрано не случайно. При соотношении стоимости серебра к золоту на то время как 10,8 к 1 стоимость этой монеты полностью соответствовала стоимости рейнского гольдгульдена, содержавшего 2,54 г золота. В 1510—1512 годах в области Рудных гор на северо-востоке Богемии были открыты богатые месторождения серебра. По приказу местного правителя Штефана Шлика в 1516 году был основан посёлок рудокопов, который получил название Таль от нем. Tal — долина. В следующем 1517 году разросшийся город в честь покровителя рудокопов святого Иоахима получил название Йоахимсталя.
В 1518 году барон Шлик получил монетную регалию (право на чеканку собственной монеты) от короля Чехии и Венгрии Людовика. В том же году было выпущено около 61,5 тысяч крупных серебряных монет по типу гульдинера. Их чеканка стала регулярной. Производительность монетного двора выросла с 92 416 талеров в 1519 году до 208 593 талеров в 1527 году. Монеты имели вес в 29,25—29,5 г и содержали около 27,2 г чистого серебра (то есть имела несколько меньшую пробу, чем гульдинер). Также данные монеты имели характерный дизайн. Аверс содержал изображение святого Иоахима, а реверс — геральдического льва и титул короля Людовика.
В 1528 году у семьи покойного графа Шлика было отобрано право чеканить собственные деньги. Монетный двор в Йоахимстале стал королевским. На монетах стали изображать портрет Фердинанда вместо святого Иоахима.
По средневековым меркам тираж новых гульдинеров был огромен. Всего до 1545 года из серебра рудников Йоахимстале было отчеканено более 3 млн экземпляров иоахимсталеров. Это принесло не только колоссальный доход семейству Шликов, но и привело к их распространению по всей Германии, Чехии и Венгрии, а также за их пределами. Большое количество характерных денежных знаков привёло к тому, что их стали называть по месту чеканки «иоахимсталерами», или сокращённо «талерами». Это название позже перешло на все типы гульденгрошенов. В других странах оно трансформировалось в доллар, дальдер, дальдре, далер, таллеро, талари, толар, таляр.

## Установление стандарта талера
Для поддержания качества серебряной монеты и упорядочения денежной эмиссии 10 ноября 1524 года в Священной Римской империи был принят эслингенский имперский монетный устав, по которому масса талера была узаконена в 29,43 г. (27,41 г. чистого серебра).
Несмотря на это, в 1534 году в Богемии и Саксонии начали чеканку монеты с еще меньшим содержанием серебра, чем в первых йоахимсталерах (проба была снижена почти до 900-й).

Таким образом, реальный талер содержал меньше серебра, чем стандартный гульдинер, а перечеканка обошлась бы слишком дорого. В 1551 и 1559 годах в Аугсбурге были приняты новые имперские монетные уставы.
Тем временем Европу наводняло серебро из Америки, тогда как приток золота был значительно меньше. Таким образом, стоимость золота относительно серебра повышалась. В связи с этим некоторые немецкие княжества и герцогства начали чеканить монеты достоинством в несколько талеров. Тяжёлые монеты диаметром в 7-8 сантиметров позволяли создавать изображения в мельчайших подробностях и размещать длинные надписи. Зачастую на монетах изображался пейзаж выпустившего их города.
В 1551 году с целью вернуть паритет золотых и серебряных монет проба гульдинера была снижена до 882-й, при этом масса монеты должна была увеличиться до 31,18 г. Таким образом, гульдинер снова должен стать равным золотому гольдгульдену.
После смерти императора Карла V по новому монетному уставу 1559 года стандарт серебряного гульдинера был пересмотрен: он был приравнен к 60 крейцерам. Таким образом, масса его должна была составлять 24,62 г при содержании серебра 22,91 г.

Золотой гольдгульден стал равен 75 крейцерам.
Однако в большей части Германии новый стандарт не прижился. Здесь уже ходили талеры совершенно другого образца.

Наконец, в 1566 году в Лейпциге основной серебряной монетой был признан серебряный талер 889-й пробы массой 29,23 г. Он стал называться рейхсталер (Reichsthaler).

Гульдинер (впоследствии — гульден) остался основной серебряной монетой некоторых германских государств, позже он был приравнен к 2/3 талера.

## Распространение талера
Очень скоро талер занял доминирующее положение в международной торговле.

В Испании талер стал называться талеро, в Южных Нидерландах — дальдре, в Соединенных провинциях и нижнегерманских землях — даальдер, в Скандинавских странах — далер, в Италии — таллеро.
В Англии талер называли даллером, затем далларом и, наконец, долларом.

Собственная монета талерного типа в Англии получила название крона (впервые выпущена в 1551 году).
Во Франции первое подражание талеру выпустили в царствование Франциска I (1515-47).

Регулярная чеканка серебряных монет талерного типа началась в 1641 году, во времена Людовика XIII: это был серебряный экю, чеканенный из серебра 917-й пробы. Он весил 27,190 г и содержал 24,933 г серебра.

Выпускали также монеты, кратные экю (пол-экю, четверть экю, 1/12 экю, 1/24 экю), из серебра той же пробы.
В Испании первая монета талерного типа была выпущена в 1497 году — это было подражание тирольскому гульдинеру, монета достоинством 8 реалов. Она весила 27,468 г и содержала 25,56 г чистого серебра. Её чеканили вплоть до XIX века. Позже она получила название испанского доллара (пиастра).
В 1792 году в США была введена собственная монетная система. Серебряный доллар весил 27 г и содержал 24,1 г чистого серебра. Однако ещё долгое время в обращении находился испанский доллар, попадавший в США из испанских колоний, где добывалось серебро и были свои монетные дворы.

## Талер вГерманиииАвстрии

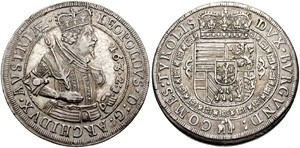
Австрийский талер эрцгерцога Леопольда, 1632 год

### Кризис XVII века
В конце XVI—начале XVII века в Германии начался кризис денежного обращения.

Чеканка мелких серебряных монет обходилась намного дороже чеканки крупных серебряных номиналов. Кроме того, возрастающие потребности в платежных средствах вступили в противоречие с наличными запасами серебра.

В итоге многие государства и города, обладавшие монетным правом, начали чеканить разменные монеты из низкопробного серебра, а источником серебра стали полновесные талеры и гульдинеры (гульдены), которые пускали в переплавку.
В годы Тридцатилетней войны (1618-48) в прибыльной чеканке денег приняли участие также крупные немецкие государства. Через посредничество скупщиков полноценные деньги с помощью весов (нем. Wippe) отделялись (нем. kippen) и с лихвой оплачивались чеканенными из них низкопробными деньгами. Качество серебряных монет все более ухудшалось. Порча монет стала источником больших прибылей.

Зато в соответствии с законом Коперника—Грешэма качество монет, находившихся в обращении, все более ухудшалось. Их перестали принимать чиновники и наёмные войска в качестве жалования, начались бунты.
Этот кризисный период в Германии получил название Kipper- und Wipperzeit.

По окончании войны строгими запретами и закрытием незаконных монетных дворов крупные немецкие государства добились стабилизации своей монетной системы. Талер был приравнен к 90 грошенам.
В 1667 году Бранденбург, Брауншвейг-Люнебург и Саксония приняли новую, Цаннаевскую монетную стопу. Для того, чтобы чеканка разменных монет не была столь дорогой, теперь из марки их чеканили на 15,25 талера. Талер продолжали чеканить из серебра 889-й пробы, но вес монеты был снижен до 28,1 г.
В 1687 году Бранденбург принял новое соглашение по качеству серебряных номиналов; позже к нему присоединилась Саксония и некоторые другие государства (так называемая Лейпцигская стопа). Вес талера опять уменьшился: теперь он составил 25,9 г, из чистой марки чеканили 12 талеров (19,488 г чистого серебра в каждом талере).

### Талер в XVIII веке

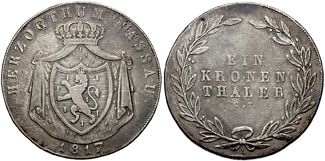
Кроненталер Нассау, 1817 год

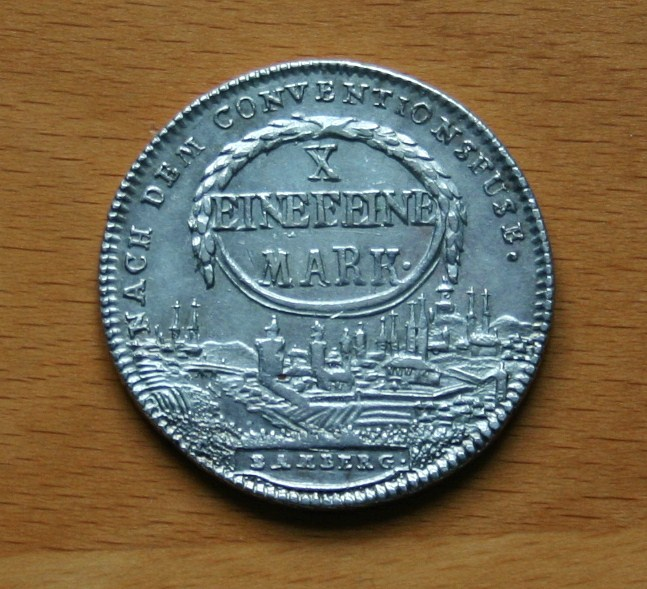
Конвенционный талер Бамберга. На монете хорошо видны характерные для данного типа монет обозначения «NACH DEM CONVENTIONSFUSS» (Согласно конвенционной стопе) и «X EINE FEINE MARK» (Десятая часть марки)

В XVIII веке в силу слишком высоких затрат на чеканку высокопробной монеты талер чеканили редко.
В 1750 году в Пруссии была проведена реформа и введена так называемая Грауманская монетная стопа (по имени автора реформы Иоганна-Филиппа Граумана). В соответствии с ней из кёльнской марки (233,855 г) чистого серебра стали чеканить 14 талеров или 21 гульден. Так как монеты выпускали из серебра 750 пробы, то их суммарный вес составлял 22,27 г.. Этот стандарт сохранялся в Пруссии до 1856 года включительно.
До грауманской монетной реформы основной денежной единицей на территории Пруссии являлся рейхсталер. Согласно аугсбургскому монетному уставу он должен был содержать 1/9 кёльнской марки чистого серебра. Это соответствовало 29,23 г серебра 889 пробы, или 25,98 г чистого серебра. Несмотря на столь значительную разницу в весе и содержании благородного металла, прусские талеры совершенно необоснованно продолжали чеканить с надписью «Reichstaler». Большинство государств северной и центральной Германии приняли данную денежную систему.
Австрия решила проблемы с полноценной серебряной монетой по-своему. В 1753 году был введён конвенционный талер (нем. Konventionstaler) = 2 гульденам (флоринам). Общий вес конвенционного талера составил 28,06 г (чистый — 23,39 г). Он сменил рейхсталер, служивший стандартом империи на протяжении 189 лет.

Рейхсталер ещё некоторое время оставался денежно-счётной единицей = 288 пфеннигов. Грошен («гутергрошен»), приравненный к 12 пфеннигам, = 1/24 рейхсталера, «мариенгрошен» = 8 пфеннигов = 1/32 рейхсталера.
В 1755 году во владениях Габсбургов начали чеканить кроненталер (для Австрийских Нидерландов), затем его стала выпускать Австрия и некоторые южно-германские государства: Бавария, Баден, Вюртемберг и Нассау.

Кроненталер весил 29,44 г и чеканился из серебра 873-й пробы (содержал 25,9 г серебра).
Во время Семилетней войны для покрытия чрезмерных финансовых расходов Пруссия была вынуждена прибегнуть к порче монет, то есть уменьшению содержания в них благородных металлов при сохранении изначальной стоимости. В народе они получили название эфраимитов. Порча монет приобрела колоссальные масштабы. Из одной кёльнской марки серебра вместо определённых грауманской монетной стопой 14 талеров чеканили 45. Всего эфраимитов было выпущено на номинальную сумму 7 млн талеров монетами разных номиналов. После окончания войны эфраимиты были изъяты из обращения.

### Талер в XIX—XX веках

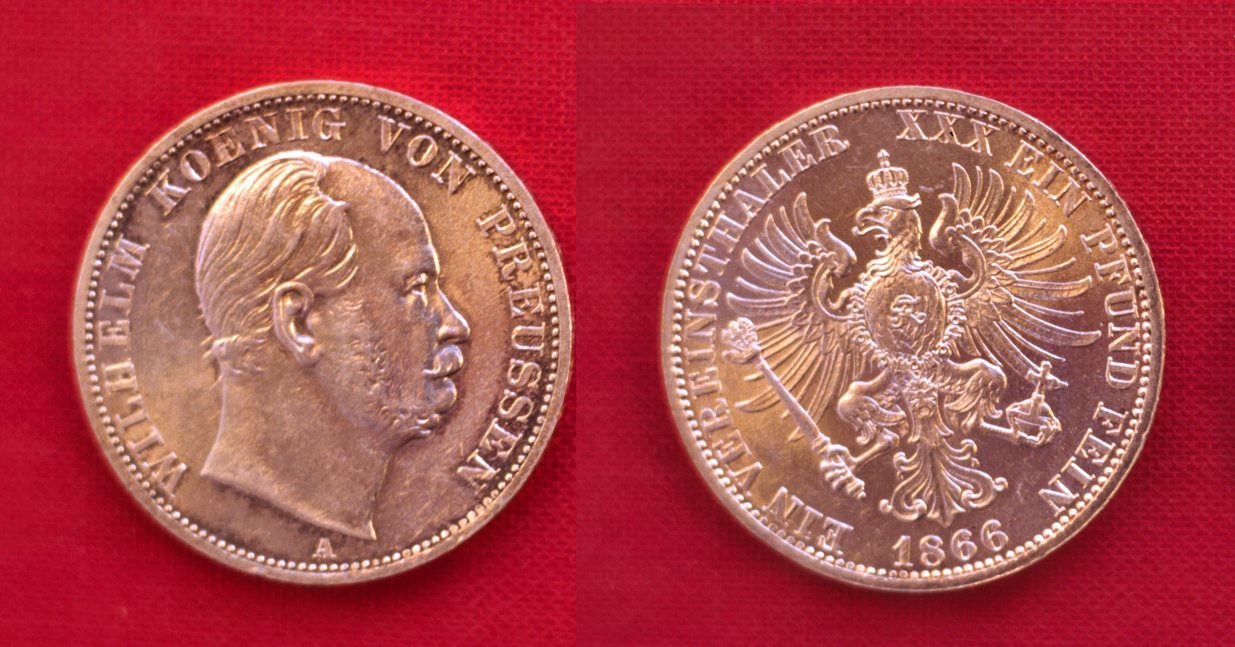
Союзный талер Пруссии, 1866 год

В XIX веке талер стал полноценной ходячей монетой Германии. 
В 1838 году к Грауманской монетной стопе Пруссии присоединились многие немецкие государства (Ганновер, Гессен-Кассель, Мекленбург, Саксония; так называемая Дрезденская конвенция) — теперь они тоже выпускали 14 талеров из марки.
В 1857 году согласно Венской монетной конвенции был введён так называемый союзный талер (Vereinsthaler). Он объединил монетные системы южно- и северогерманских государств. Таким образом, прекратили своё существование грауманский, конвенционный и кроненталеры.

За основу был взят таможенный фунт (500 г), из которого чеканили 30 монет достоинством талер (эта мера чеканилась на монетах: ХХХ ein pfund fein). Талер весил теперь 18,5 г 900 пробы и содержал 16,7 г чистого серебра. Он приравнивался к 1,5 австрийским гульденам или 150 австрийским крейцерам и 1 3/4 южногерманским гульденам или 105 крейцерам (1 южногерманский гульден равнялся 60 крейцерам). Сам союзный талер делился в различных государствах на 30 грошей или 48 шиллингов.
В Германской империи (провозглашена в 1871 году) талер как основная денежная единица был сменен маркой, в Австро-Венгрии в 1892 году — кроной.
Союзный талер оставался в обращении в Германской империи до 1907 года включительно.
Немецкая монета в 3 марки до 30-х годов XX века продолжала называться талер.

## Талер вШвейцарии
До введения франка Гельветической республики в 1798 году, а также после его отмены в 1803 году и до введения в 1850 году швейцарского франка талер был основной денежной единицей многих швейцарских кантонов.

В обращение выпускались самые разнообразные номиналы — от 1/6, 1/3 и 1/2 талера до кратных номиналов в 2 талера.

## Талер вНидерландах(включая Бельгию и Люксембург)
На рубеже XV и XVI веков Нидерланды входили в состав Бургундии (до 1482 года), а затем перешли под контроль Габсбургов. В 1548 году семнадцать нидерландских провинций получили значительную автономию, оставаясь однако зависимыми от Испании. Здесь, в Нидерландах, европейские талеры назывались дальдерами (на Севере) или дальдре (на Юге).
В годы правления Филиппа II (1556—1598) Испания выпустила для нидерландских провинций талер общим весом 34,28 грамма, который по изображению косого бургундского креста получил название «бургундского талера». Первые собственные нидерландские талеры, названные лёвендальдерами, появились в 1575 году, вскоре после начала войны за полную независимость (1568—1648). Через два года, в 1577-м (по другим источникам в 1578-м), испанский король Филипп II выпустил для ещё находившихся под его контролем провинций государственный талер (штатендальдер), который по решению Генеральных штатов должен был чеканиться всеми провинциями.
В 1581 году семь северных территорий образовали независимую Республику Соединённых провинций. Штатендальдеры продолжали чеканить южные, испанские Нидерланды. Северные с 1583 года начали выпуск рейксдальдеров (лейцестердальдер, рейксдальдер Соединённых провинций, арендрейксдальдер и другие разновидности), близких по содержанию серебра и пробе германским рейхсталерам. На территориях, подконтрольных Испании, с 1612 года чеканились альбертусдальдеры (патагоны), а с 1618-го — дукатоны. Последние содержали чуть больше серебра, чем типичный европейский талер (28—30 против 24—25 граммов), и были равны двум лёгким дальдерам (14,5—15,5 грамма серебра). С 1659 года дукатоны и их производные чеканились и северными Нидерландами. Тогда же Соединённые провинции начали выпуск подражаний альбертусдальдеру, которые официально назывались «серебряные дукаты», но в обиходе — «рейксдальдеры» — так же, как и близкие им по пробе и содержанию серебра имперские талеры.
В 1815 году, сразу после окончания наполеоновских войн, Соединённые провинции и Южные Нидерланды образовали Объединённое королевство Нидерландов, а в 1816-м ввели десятичную денежную систему, при которой 1 гульден равнялся 100 центам (ранее 20 стюверам). Выпуск всех разновидностей дальдеров был прекращён, однако из-за их большой популярности с 1839 года началась чеканка серебряных монет в 2+1⁄2 гульдена (такова была стоимость серебряных дукатов с 1659 года и до прекращения их чеканки), которые быстро получили привычное обиходное название «рейксдальдеры». Их выпуск продолжался вплоть до введения в Нидерландах евро в 2002 году.
Левендалеры предназначались для внутреннего рынка, но быстро проникли в другие страны, в том числе в Речь Посполитую и Россию (здесь они получили название «левок», «левковый талер»). Также имели хождение в Леванте; арабы принимали нечёткое изображение льва за собаку и называли талер абу-кельб (от араб. «кельб», собака) — собачьей монетой. В XVII веке в Европе (в Германии, Дании, Италии) часто чеканили подражание левендальдеру для внешнеторговых операций.

## Талер вСкандинавии
В Скандинавских странах талер получил название далер (daler).

### Далер вШвеции
В Швеции серебряная монета талерного типа была впервые выпущена в 1534 году. Она весила 29,4 г и содержала 28 г чистого серебра.

Качество серебряных разменных монет постоянно ухудшалось, тогда как далер чеканился прежнего качества. В 1604 году для отличия далера как монеты от далера — счетно-денежной единицы была введена новая серебряная монета — риксдалер (далер Шведской Империи, riksdaler).

В 1681 году 1 риксдалер стоил уже 2 серебряных далера, в 1712 году — три.

В конце XVIII века выпускали монеты 1 риксдалер, отдельно чеканили серебряные монеты достоинством 1 и 2 далера.
После денежной реформы 1776 года стали выпускать монеты 1/24, 1/12, 1/6, 1/3, 2/3 и 1 рискдалер. Монета достоинством риксдалер весила 29.3 г и содержала 25,6 г чистого серебра.
С 1830 года начали чеканить другие номиналы: 1/12, 1/8, 1/4, 1/2 и 1 риксдалер. Теперь монеты выпускали из серебра 750-й пробы. С 1836 года вместо монеты в 1/12 риксдалера стали выпускать монету 1/16 риксдалера.
В 1855 году Швеция перешла на десятичную монетную систему. Был введен новый далер: 1 риксдалер риксмюнт = 100 эре; 4 риксдалера риксмюнт соответствовали 1 риксдалеру.

Чеканили серебряные монеты 1, 2 и 4 риксдалера риксмюнта (с надписью на реверсе 4 Rd.Riksm.).
Серебряные риксдалеры чеканили вплоть до введения кроны в 1873 году.

### Далер вДании

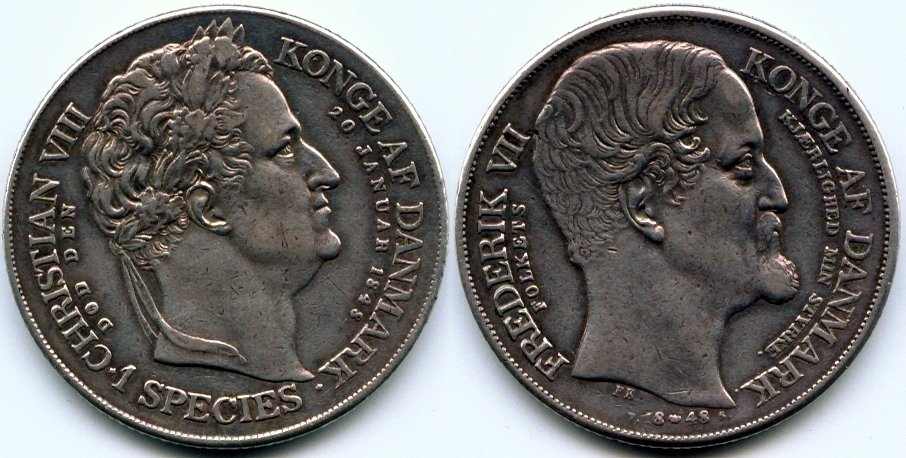
1 ригсдалер специес 1848 г. — памятная монета по поводу смерти короля Кристиана VIII и восшествия на престол короля Фредерика VII

2 ригсдалера 1863 г. — памятная монета по поводу смерти короля Фредерика VII и восшествия на престол короля Кристиана IX

В Дании далер чеканился по любекской монетной системе (= 3 марки). В 1544 году далер стал основной серебряной монетой королевства.

В 1625 году была введена денежная система 1 ригсдалер (Rigsdaler — государственный далер) = 6 марок (каждая по 16 скиллингов, каждый скиллинг = 12 пфеннигов).
Но если качество ригсдалера сохранялось неизменным, качество серебряных разменных монет постоянно ухудшалось. В 1713 году в Дании были выпущены банкноты — так появились два параллельных курса: курс серебряного ригсдалера (названного rigsdaler species) и курс далеров в банкнотах.

В конце XVIII века чеканили серебряные монеты 1/15, 1/4, 1/3, 1/2 и 1 ригсдалер.
В 1813 году взамен совершенно обесценившихся банкнот ригсдалеров был введен бумажный ригсбанкдалер = 1/2 серебряного ригсдалера. Чеканка серебряного ригсдалера возобновилась только в 1820 году.

В 1840-43 годах начали чеканку новых серебряных монет: 1 ригсбанкдалера и 1 ригсдалера специес (с номиналом Species).

В 1855 году чеканка ригсдалера специес была прекращена, теперь все монеты выпускали с номиналом ригсдалер (серебряные монеты 1 и 2 ригсдалера).
Серебряные ригсдалеры выпускали до введения кроны в 1873 году.

### Далер вНорвегии
В Норвегии, которая находилась в унии с Данией, ходили датские монеты и банкноты.

После заключения унии со Швецией в 1816 году в Норвегии начали выпускать собственные монеты специедалер = 120 скиллингов.

Выпускали монеты 1/2 и 1 специедалер.
В 1875 году Норвегия присоединилась к Скандинавскому монетному союзу, и в ней была введена крона = 100 эре.

100 аландских далеров

### Введениекроны
В 1873 году в Дании и Швеции, а в 1875 в Норвегии была введена новая денежная единица:
1 крона = 1 шведский риксдалер = 1/2 датского ригсдалера = 1/4 норвежского специедалера.

## Талер в Италии
В Италии талер назвался «таллеро». При Фердинанде I (1587—1608) в Великом герцогстве Тосканском чеканились таллеро, образцом для которых послужило испанское песо. Моденское герцогство начало выпуск таллеро в 1650 году. Это были подражания нидерландскому лёвендаальдеру (итал. tallero leoncino). В Венецианской республике таллеро чеканились с 1756 года и являлись низкопробными подражаниями австрийскому талеру Марии Терезии. Аналогичные монеты чеканили и другие итальянские города. Большинство из этих подражаний предназначалось для торговли в Леванте, где прототипы являлись ключевыми торговыми монетами. С 1890 по 1941 год для итальянской колонии Эритрея чеканился эритрейский таллеро (талер).

## Талер в Королевстве Польском и Великом княжестве Литовском
В Польше первый талер выпустил Сигизмунд I Старый в 1533 году в Торуни; в Великом княжестве Литовском — Сигизмунд II Август в 1547 году. Талеры чеканились также в Тыкоцине и Вильно.
Регулярную чеканку талеров в Речи Посполитой начал Стефан Баторий (1576-86). Вес монеты составлял 28,5 г, содержание серебра — 24,3 г.
Великое княжество Литовское чеканило талер — полукопек. Последний талер был отчеканен в 1794 году на гродненском монетном дворе.
Талеры Станислава Августа Понятовского (1764-95) после проведенной денежной реформы 1766 года имели на реверсе обозначение X EX MARCA PURA COLONIEN, полуталеры, соответственно, XX EX MARCA. Таким образом, вес талера был снижен по сравнению с предыдущими выпусками до 1/10 кёльнской марки (28,07 г при содержании серебра 23,38 г; 833-я проба).

Талер приравнивался к 8 злотых = 240 медных грошей.
В последний раз талер был выпущен Великим герцогством Варшавским в 1814 году. Он чеканился весом 23,9 г из серебра 720-й пробы.

На аверсе был изображен портрет короля Саксонии Фридриха Августа I, назначенного Наполеоном великим Варшавским герцогом, на реверсе был начеканен номинал TALAR.

Великое герцогство Варшавское чеканило также монеты в 1/3 талера и 1/6 талера.

## Талер в России (ефимок)

Ефимок с признаком надчеканки 1655 года на брабантском талере 1637 года

В России за основу была взята не вторая, а первая часть слова «иоахимсталер». В результате попадавшие из Европы крупные серебряные монеты получили название «ефимков».
Появление и широкое распространение крупной серебряной монеты в первой половине XVI столетия в странах Западной Европы оказало существенное влияние на денежное обращение Русского царства. После проведённой в 1535 году денежной реформы на его территории сформировалась единая монетная система, которая предполагала наличие в обороте лишь серебряных копеек, и их производных (деньга — ½ копейки, полушка — ¼ копейки). Проблемой организации денежного дела было отсутствие собственных серебряных рудников. Добыча благородного металла в Сибири составляла всего несколько пудов в год, что никак не могло покрыть потребности рынка.
Серебро поступало в страну из-за рубежа в виде слитков и монет талерового типа, то есть ефимков. Попав на территорию Русского царства, ефимки становились определённой формой сырья для выпуска местных копеек. Организация торговли и выработка системы закупочных цен на ефимки сделали взаимовыгодным перечеканку талеров в копейки. Торговая книга содержит главу «О ефимках». У иностранного купца было несколько возможностей оприходовать завезённые с собой талеры. Он мог их сдать государству за 36—36,5 копеек. В то же время он мог воспользоваться правом свободной чеканки. Отдав в передел на монетный двор свои полновесные рейхсталеры весом 29 г, он получал 38—38,5 копеек. Монетный двор не оставался в убытке, так как перечеканивал ефимок в 43,5—44,5 копейки. Использование заграничной монеты непосредственно в торговых операциях было запрещено. В случае обнаружения монета подлежала конфискации, а купец — наложению штрафа. Такие законодательные ограничения снизили рыночный курс ефимка до 33—33,5 копеек на внутреннем рынке.
Указанные пропорции обмена ефимков не являлись постоянными. По мере порчи отечественной копейки стоимость ефимка повышалась. К началу проведения реформы Алексея Михайловича 1655 года закупочная цена полновесного рейхсталера составляла уже около 50 копеек.
В 1654 году было принято решение построить денежную систему России на весовой основе талера. В Западной Европе сложилась практика, предполагающая оборот неполноценной мелкой разменной монеты наряду с полновесной крупной. В Русском царстве получилась обратная ситуация. Вначале с закупаемых у иностранцев талеров сбивали изображения и надписи, а затем на полученном кружке ставили собственные клейма.
Кроме технической непроработанности выпуска новых монет были допущены и другие просчёты. Сто находящихся в обращении серебряных копеек весили 46—47 г. Для населения не было большим секретом, что на монетном дворе из одного ефимка чеканят 64 копейки, в то время, как покупают у иностранцев за 50. Неполноценный рубль-талер был отвергнут рынком. В том же году его выпуск был прекращён.
Уже в следующем, 1655 году, в реформу была внесена первая существенная поправка. Её суть заключалась в отказе от выпуска рубля. Талер, «уценённый» до 64 копеек, стал полноценной монетой государства. При этом допуск его в оборот per se лишил бы казну существенного источника доходов, а также мог внести разлад во всю систему денежного обращения. Попадавшие на монетный двор талеры снабжали двумя контрамарками. Круглая контрамарка наносилась штемпелями, которые использовали при выпуске серебряных копеек. На ней в бусовом ободке помещалось изображение всадника с копьём со знаком М между ногами коня. Второй надчекан представлял собой прямоугольник с цифрами «1655».
Ещё одним фактором, который вносил разлад в денежное обращение и обусловил провал монетной реформы Алексея Михайловича (1654—1663), стало наличие в обороте множества типов талеров. В течение более сотни лет их чеканили на множестве монетных дворов Европы. Они отличались не только по внешнему виду, но и по весу и диаметру. 
Контрмаркирование талеров, то есть надчеканка штемпелем для копеек и штемпелем с датой «1655» (т. н. «ефимок с признаком»), велось интенсивно, хоть и непродолжительное время: в 1655 году и, возможно, позднее. В 1659 году ефимки с признаком были запрещены: их надлежало обменять на медные монеты. Большая часть ефимков с признаком направлялась на западнорусские земли, так как обеспечение войск во время изнурительной русско-польской войны 1654—1667 годов требовало большого количества полноценной монеты. Там ефимки с признаком вливались в местное обращение. Государство не пошло на введение каких-либо ограничений и запретов на присоединённых и неспокойных территориях. К тому же ожидать возвращения ефимков по отзыву взамен обесцененной медной монеты не приходилось. В результате обращение ефимков на территории Малороссии продолжалось до начала XVIII столетия, в то время как для Великой Руси явилось кратковременным эпизодом.

## ТалерМарии Терезии

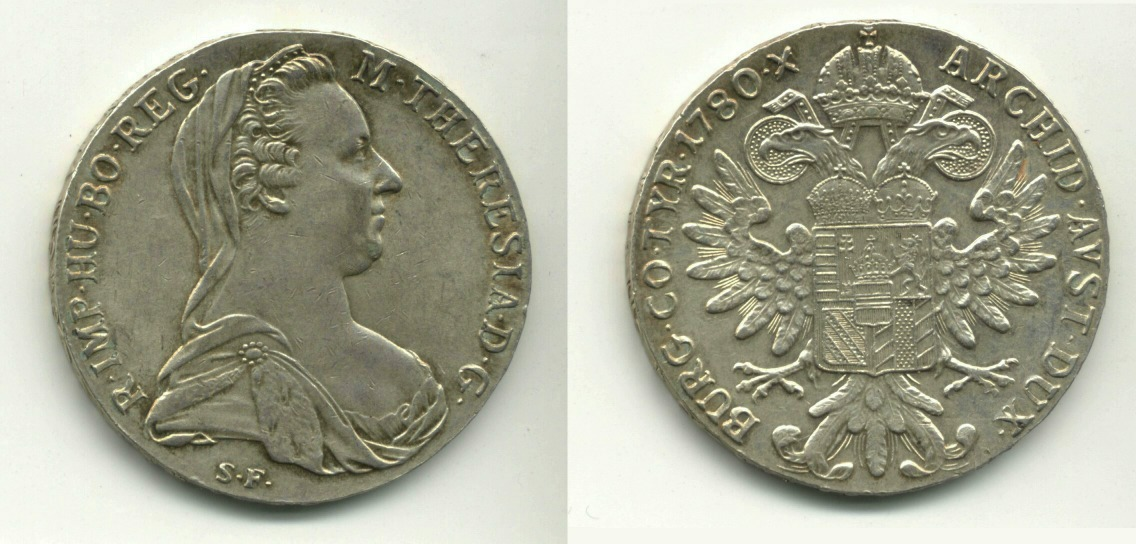
Талер Марии-Терезии, чеканка Рима

В 1741 году в Священной Римской империи был впервые выпущен серебряный талер с изображением Марии Терезии. В 1745 года она стала императрицей Священной Римской империи (соправительница своего супруга Франца I, с 1765 — своего сына Иосифа II).

С 1741 года до смерти императрицы 29 ноября 1780 года во владениях Габсбургов (в Австрии, Венгрии и Богемии), было выпущено не менее 43 талеров различного типа.
После смерти императрицы талер продолжали чеканить с символом «Х» после даты 1780.

В XIX веке в Австрийской империи (в Австрии, Венгрии, Праге, Милане, Венеции) продолжали выпускать талер Марии Терезии для торговли со странами Леванта.
В XX веке многие страны возобновили чеканку талера Марии Терезии с целью международной торговли:
- Австрия (Вена) чеканила талер в 1920-37 годах и затем с 1957 года
- Италия (Рим) — в 1935-38 годах
- Бельгия (Брюссель) — в 1937-57 годах
- Франция (Париж) — в 1935-57 годах
- Великобритания (Лондон в 1936-61 годах, Бирмингем — в 1949-55 годах)
- Индия (Бомбей) — в 1940-41 годах.

Талер Марии Терезии стал международной валютой и до сих пор остается в обращении в некоторых странах Северной Африки и Западной Азии.
В 1961 году Австрийское правительство заявило, что отныне талер Марии Терезии может чеканиться только в Вене.
Как полагают, с 1751 года по 2000 год было выпущено около 389 миллионов талеров.
Монета весит 28 г и содержит 23,389 г серебра 833-й пробы. Диаметр её составляет 39,5 мм, толщина — 2,5 мм.

На аверсе изображен портрет императрицы и круговая легенда M THERESIA D G R IMP HU BO REG (Мария Терезия Божьей милостью Римская императрица, королева Венгрии и Богемии).

На реверсе — двуглавый орел, круговая легенда ARCHID AVST DUX BURG CO TYR (Великая герцогиня Австрийская, герцогиня Бургундии, графиня Тироля) и дата «1780» со знаком «Х».

## Талер в наше время
В настоящее время ни одна страна не имеет денежной единицы под названием талер.
До 2006 года денежная единица Словении называлась толар.
В начале 90-х годов в Беларуси велась активная дискуссия, в ходе которой обсуждался вопрос о введении собственной денежной единицы под названием талер, а в 2017-м талером была названа белорусская криптовалюта.
В 2008 году Австрийский монетный двор выпустил памятную 20-килограммовую монету в честь 500-летия коронации императора Священной Римской империи Максимилиана I. Её аверс повторил дизайн монеты 1508 года, выпущенной в честь того события.